# چار گادهاتالی
چار گادهاتالی (به لاتین: Char Gadhatali) یک روستا در بنگلادش است که در استان باریسال و در ناحیه باریسال واقع شده است.